# ميشال ويلبك

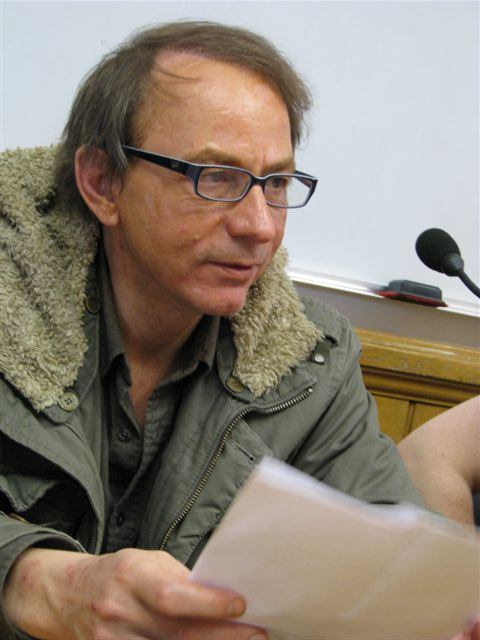
ميشيل ولبك في وارسو

ميشال توما (بالفرنسية: Michel Thomas)‏ ـ (ولد في 26 فبراير 1958 أو 1956) ويكتب باسم ميشيل ويلبك (بالفرنسية: Michel Houellebecq)‏ هو مؤلف ومخرج سينمائي وشاعر فرنسي، يثور عليه جدل كبير بين معجبيه الذين يعتبرونه خليفة للماركيز دي ساد وشارل بودلير، وبين منتقديه الذين يعتبرونه «بائعاً متجولاً ببضاعة فاسدة».
بدأ ويلبك بكتابة الشعر وسيرة كاتب قصص الرعب هوارد فيليبس لافكرافت، ثم نشر أولى رواياته سنة 1994 بعنوان «توسيع منطقة الصراع» (بالفرنسية: Extension du domaine de la lutte)‏ وتلاها برواية «الجسيمات الأساسية» (بالفرنسية: Les particules élémentaires)‏ سنة 1998 ثم «الرصيف» (بالفرنسية: Plateforme)‏ سنة 2001. وبعد جولة ترويجية لهذا الكتاب، انتقل ويلبك للعيش في أيرلندا، حيث مكث لعدة سنوات، ثم انتقل إلى إسبانيا. فاز بجائزة غونكور سنة 2010 عن روايته «الخريطة والأرض».
وبالتوازي مع نشاطاته الأدبية، فهو أيضاً مخرج وممثل شارك على وجه الخصوص في فيلمين عام 2014 هما «اختطاف ميشيل ويلبك» و«خبرة الموت القريب».

## بيبلوغرافيا
ولد ويلبك في مدينة سان بيير في جزيرة «لاريونيون» الفرنسية لعائلة شيوعية. والده رينيه توما كان يعمل كدليل جبلي أما والدته لوسي سيكالدي فهي دكتوره في الطب وتمعل في التخدير تخرجت من كلية الطب في الجزائر العاصمة. أطلق عليه والداه اسم «ميشال» بعد زيارتهما إلى «جبل القديس ميشيل»، وكانت والدة قد زورت شهادة ولادته وجعلته أكبر بعامين اعتقاداً منها أنه يمتلك مواهب خاصة متفوقة على أقرانه. انفصل والداه بعد والدته بزمن قصير ما أدى إلى فقدانهما الاهتمام به. عهد إليه الوالدن إلى جدته لأمه في الجزائر لتربيته والاعتناء به ثم، بعد الطلاق، تمكن والده من استعادته وكلف رعايته إلى جدته لأبيه هنرييت توما (وكانت تحمل اسم «ويلبك» قبل زواجها) وهي أيضاً شيوعية متحمسة. اعتمد ميشال اسم «ويلبك» فيما بعد اعترافاً منه بالجميل.
بعد دراسته في ثانوية مدينة مو شمال باريس، التحق بالدروس التحضيرية للمدارس العليا الفرنسية وفي عام 1975 انضم إلى المعهد الزراعي الوطني باريس-غريغنون. أسس مجلة أدبية أطلق عليها اسم «كرامازوف» كتب فيها بعض القصائد ثم شرع في التحضير لتصوير فيلم سينمائي باسم «كريستال المعاناة». تخرج من المعهد عام 1978 كمهندس زراعي متخصص في «تطوير المجال الطبيعي والبيئ».
دخل المدرسة العليا الوطنية لويس-لوميير، المتخصصة بالسينما وعلوم الصورة، ودرس في قسم التصوير، لكنه تركها عام 1981 قبل أن يتخرج رسمياً. ولد ابنه إتيان في العام نفسه، ثم واجه فترة من البطالة ثم الطلاق الأمر الذي جعله يقع ضحية اكتئاب عصابي.
بدأ حياته المهنية بالعمل في تكنولوجيا المعلومات في شركة «ونيلوغ» عام 1983، ثم كمتعاقد في قسم تكنولوجيا المعلومات في وزارة الزراعة الفرنسية حيث بقي لمدة ثلاث سنوات (تطرق ويلبك إلى هذه الفترة من حياته بطريقة رومانسية في روايته «توسيع مجال النضال»). فيما بعد، تقدم بطلب للحصول على وظيفة في الجمعية الوطنية (البرلمان الفرنسي)، وفي عام 1990 اجتاز اختبار المنافسة لشغل منصب مساعد إداري في قسم تكنولوجيا المعلومات. عام 1996، بعد أن حصل على الأقدمية اللازمة قدم استقالته وتفرغ كلياً للكتابة.
حصل ويلبك عام 1992 على جائزة «تريستان-تزارا» الفرنسية الأدبية عن مجموعته الشعرية «السعي إلى السعادة» التي نشرت عام 1991. التقى بجولييت دارل وزوجها أندريه، وهما شاعران فرنسيان، اللذان وجها له دعوة لحضور مهرجان «موريل» الشعري الذي يقام في قلعة هذا ستوارتس (وسط فرنسا) وهو آنذاك شاعر شاب (36 عاماً) موظف في الجمعية الوطنية وغير معروف. تتذكر جولييت دارل لقاءها بويلبك على النحو التالي:
«رأيت شخصية فريدة وماثلت على الفور بين ميشيل وبين مؤلفي القرن العشرين العظماء [...]. كان ميشيل ويلبك قد شرع في تقريع الليبرالية. وقد أعجب ذلك عمدة المدينة التي يقام بها المهرجان فأراد أن يلتقي بهذا الشاعر المثير [...] قضينا ليالٍ رائعة كان ميشال يقرأ فيها من قصائد أراغون ويبكي وهو يشرب جرعات كبيرة من الويسكي».

## وصلات خارجية
- ميشال ويلبك على موقع IMDb (الإنجليزية)
- ميشال ويلبك على موقع ميتاكريتيك (الإنجليزية)
- ميشال ويلبك على موقع الموسوعة البريطانية (الإنجليزية)
- ميشال ويلبك على موقع روتن توميتوز (الإنجليزية)
- ميشال ويلبك على موقع مونزينجر (الألمانية)
- ميشال ويلبك على موقع ألو سيني (الفرنسية)
- ميشال ويلبك على موقع ميوزك برينز (الإنجليزية)
- ميشال ويلبك على موقع أول موفي (الإنجليزية)
- ميشال ويلبك على موقع قاعدة بيانات الأفلام السويدية (السويدية)
- ميشال ويلبك على موقع أول ميوزيك (الإنجليزية)

ميشال ويلبك  على قاعدة بيانات الخيال التأملي على الإنترنت